# Foot-Ball Club Juventus 1904-1905
Questa voce raccoglie le informazioni riguardanti il Foot-Ball Club Juventus nelle competizioni ufficiali della stagione 1904-1905.

## Stagione
Nel 1905 divenne presidente della società lo svizzero Alfred Dick, proprietario di un'industria tessile, che integrò la rosa inserendo molti soci tra i quali gli svizzeri Frédéric Dick (suo figlio), Paul Arnold Walty e Ludwig Weber, gli scozzesi Jack Diment ed Helscot, nonché gli inglesi James Squair e Goodley. In quella stagione la società spostò la sua sede a Via Donati 1 e il presidente firmò un lungo contratto di affitto per l'utilizzo del Velodromo di Corso Re Umberto.
La Prima Categoria dello stesso anno si giocò con una nuova formula rispetto ai campionati precedenti e fu composto di tre gironi regionali, con un girone finale – e non una sola partita – per l'assegnazione del titolo composto dai tre campioni regionali con partite d'andata e ritorno. La Juventus aveva superato il girone eliminatorio vincendo le due partite per forfait 2-0 contro il F.C. Torinese, ritiratosi dalle eliminatorie regionali. Nel girone finale del campionato italiano, gli juventini batterono, con reti di Donna in due occasioni e Varetti, l'US Milanese per 3-0, pareggiano a Genova per 1-1 con il Genoa (reti di Pollack per i genovesi e Forlano per i torinesi) e batterono di nuovo la Milanese a Milano per 4-1 (reti di Varisco per i milanesi e Donna, Forlano, Squair e Varetti per la Juventus), mentre l'ultima gara del girone si risolse in un nuovo pareggio per 1-1 contro il Genoa (con reti di Donna per le Zebre e Meyer per i grifoni) nella sfida decisiva del girone finale, giocata a Torino il 2 aprile dello stesso anno La partita di ritorno del girone finale del campionato italiano 1905 tra la Juventus e il Genoa fu ripetuta per tre volte: la prima fu annullata per invasione di campo con conseguente rissa tra spettatori e giocatori, mentre la seconda fu sospesa perché la città di Torino fu sepolta da un'abbondante nevicata. Fu il primo grande successo del club, il suo primo titolo di Campione d'Italia, che valse alla Juventus la cosiddetta Targa Federale, chiudendo il girone finale al primo posto a 6 punti, contro i 5 dei genovesi. Così scrisse la stampa dell'epoca:
(La Stampa Sportiva, 16 aprile 1905.)
Gli undici juventini che vinsero il campionato italiano per la prima volta furono il pittore Domenico Durante, Gioacchino Armano e Oreste Mazzia (studenti al Politecnico), lo svizzero Paul Arnold Walty, Giovanni Goccione (capitano) e lo scozzese Jack Diment (tutti e tre impiegati), Alberto Barberis (studente in giurisprudenza), Carlo Vittorio Varetti (studente in ingegneria) e Luigi Forlano (geometra), l'inglese James Squair (impiegato) e Domenico Donna (uno studente in giurisprudenza), che fungeva da allenatore della squadra dal 1900.

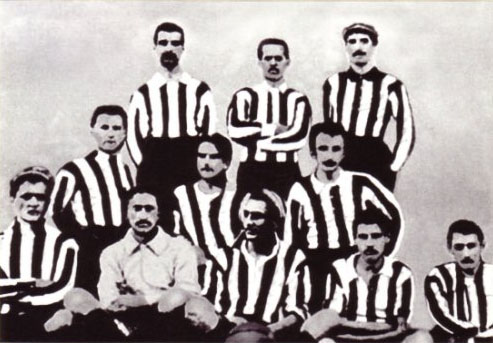
La squadra riserve bianconera che trionfò in Seconda Categoria

In quell'anno la Juventus si aggiudicò anche il Torneo di Seconda Categoria, a cui partecipavano sia squadre riserve sia le prime squadre di club non iscritte alla Prima Categoria. La Juventus II, basata su un blocco di ventenni classe 1885, fu ammessa di diritto al girone finale, in quanto unica iscritta dell'eliminatoria piemontese, in compagnia di Genoa e Milan. I bianconeri vinsero per 1-0 contro il Milan in casa, per 2-0 a Genova, per 3-0 a Milano (con titolo matematico) e per 2-0 a tavolino con il Genoa per forfait. Gli artefici di questa vittoria furono il portiere Francesco Longo (o Lungo), Giuseppe Servetto, Lorenzo Barberis, Fernando Nizza, Ettore Corbelli, Alessandro Ajmone Marsan, Ugo Merio, Frédéric Dick, Giuseppe Hess, Marcello Bertinetti e Riccardo Ajmone Marsan.
A coronamento della stagione c'è il successo per 2-1 sui titolari nella partitella in famiglia al termine del campionato.

## Divise
La maglia utilizzata per gli incontri di campionato era a strisce verticali bianche e nere.
| Manica sinistra · Manica sinistra · Maglietta · Maglietta · Manica destra · Manica destra · Pantaloncini · Calzettoni · Calzettoni |

## Organigramma societario
Area direttiva
- Presidente: Alfred Dick

Area tecnica
- Allenatore:

## Rosa
| N. |                     | Ruolo | Calciatore        |
| -- | ------------------- | ----- | ----------------- |
|    | Italia (bandiera)   | P     | Domenico Durante  |
|    | Italia (bandiera)   | D     | Oreste Mazzia     |
|    | Italia (bandiera)   | C     | Alfredo Armano    |
|    | Italia (bandiera)   | C     | Gioacchino Armano |
|    | Scozia (bandiera)   | C     | Jack Diment       |
|    | Italia (bandiera)   | C     | Giovanni Goccione |
|    | Svizzera (bandiera) | C     | Paul Arnold Walty |

| N. |                        | Ruolo | Calciatore             |
| -- | ---------------------- | ----- | ---------------------- |
|    | Italia (bandiera)      | A     | Alberto Barberis       |
|    | Italia (bandiera)      | A     | Domenico Donna         |
|    | Italia (bandiera)      | A     | Luigi Forlano          |
|    | Inghilterra (bandiera) | A     | Harry Goodley          |
|    | Italia (bandiera)      | A     | Ugo Merio              |
|    | Inghilterra (bandiera) | A     | James Squair           |
|    | Italia (bandiera)      | A     | Carlo Vittorio Varetti |

## Calciomercato
| Acquisti | Acquisti          | Acquisti      | Acquisti   |
| R.       | Nome              | da            | Modalità   |
| -------- | ----------------- | ------------- | ---------- |
| C        | Harry Goodley     | Notts Rangers | definitivo |
| C        | Paul Arnold Walty | Milan         | definitivo |
| A        | James Squair      | Newcastle Utd | definitivo |

| Cessioni | Cessioni        | Cessioni    | Cessioni      |
| R.       | Nome            | a           | Modalità      |
| -------- | --------------- | ----------- | ------------- |
| D        | Bella           |             | fine carriera |
| A        | Ettore Corbelli | Juventus II | definitivo    |
| A        | Luigi Gibezzi   |             | fine carriera |
| A        | Umberto Malvano |             | svincolato    |

## Risultati

### Prima Categoria

#### Eliminatorie regionali
Nota bene: secondo il regolamento dell'epoca i forfait erano puniti con «due porte a zero», anche se molte fonti riportano i risultati di 3-0.
| Torino 19 febbraio 1905, ore 14:30 CET Andata | Juventus | 2 – 0 (tav.) referto | Torinese | Stadio Velodromo Umberto I |

| Torino 26 febbraio 1905 Ritorno | Torinese | 0 – 2 (tav.) referto | Juventus | Stadio Velodromo Umberto I |

#### Girone finale
| Arbitro: | Spensley (Genova) |

|                 |           |  |
| Donna , Varetti | Marcatori |  |

| Arbitro: | Suter (Milano) |

|        |           |         |
| Pollak | Marcatori | Forlano |

| Arbitro: | Suter (Milano) |

|         |           |                              |
| Varisco | Marcatori | Donna Varetti Forlano Squair |

| Arbitro: | Magni (Milano) |

|             |           |           |
| Forlano 10’ | Marcatori | 20’ Mayer |

### Palla Dapples

#### Finale
| Arbitro: | Calì (Genova) |

|   |           |  |
| ? | Marcatori |  |

## Statistiche

### Statistiche di squadra
| Competizione    | Punti | In casa | In casa | In casa | In casa | In casa | In casa | In trasferta | In trasferta | In trasferta | In trasferta | In trasferta | In trasferta | Totale | Totale | Totale | Totale | Totale | Totale | DR  |
| Competizione    | Punti | G       | V       | N       | P       | Gf      | Gs      | G            | V            | N            | P            | Gf           | Gs           | G      | V      | N      | P      | Gf     | Gs     | DR  |
| --------------- | ----- | ------- | ------- | ------- | ------- | ------- | ------- | ------------ | ------------ | ------------ | ------------ | ------------ | ------------ | ------ | ------ | ------ | ------ | ------ | ------ | --- |
| Prima Categoria | 10    | 3       | 2       | 1       | 0       | 6       | 1       | 3            | 2            | 1            | 0            | 7            | 2            | 6      | 4      | 2      | 0      | 13     | 3      | +10 |
| Palla Dapples   | -     | 0       | 0       | 0       | 0       | 0       | 0       | 1            | 0            | 0            | 1            | 0            | 1            | 1      | 0      | 0      | 1      | 0      | 1      | -1  |
| Totale          | 10    | 3       | 2       | 1       | 0       | 6       | 1       | 4            | 2            | 1            | 1            | 7            | 3            | 7      | 4      | 2      | 1      | 13     | 4      | +9  |

### Statistiche dei giocatori
| Giocatore     | Prima Categoria | Prima Categoria |
| Giocatore     | Presenze        | Reti            |
| ------------- | --------------- | --------------- |
| A. Armano II  | 0               | 0               |
| G. Armano I   | 4               | 0               |
| A. Barberis   | 4               | 0               |
| J. Diment     | 4               | 0               |
| D. Donna      | 4               | 3               |
| D. Durante    | 4               | -3              |
| L. Forlano    | 4               | 3               |
| G. Goccione   | 4               | 0               |
| H. Goodley    | 0               | 0               |
| O. Mazzia     | 4               | 0               |
| U. Merio      | 1               | 0               |
| J. Squair     | 3               | 1               |
| C. V. Varetti | 4               | 2               |
| P. A. Walty   | 4               | 0               |